# Península de Tuzla
A península de Tuzla (em russo:  Ту́злинская коса; Коса Тузла, transl. Túzlinskaya kosa; Kosa Tuzla, em ucraniano:  Коса Тузла) é um cordão peninsular artificial localizado entre o estreito de Querche e a baía de Taman, no raion de Temryuksky, Krai de Krasnodar, no extremo oeste da península de Taman. A península começa no cabo de Tuzla e estende-se em direção à cidade de Querche.

## Etimologia
A península foi nomeada depois do cabo de Tuzla, que, por sua vez, recebeu esse nome em homenagem ao grão-cã cazar Georgius Tzul (Георгий Цула) ou do termo turco "tuz" (туз) - sal ou "düz" (тюз) - reto, uniforme, plano. A península de Tuzla é mencionada no Périplo do Ponto Euxino como Ακμή (Akmḗ) (do grego clássico ponta, extremidade).

## História
Ao sul da moderna Tuzla, na Antiguidade e na Idade Média, havia um grande porto de navios, evidências a favor dessa afirmação, são os achados nos últimos anos a uma profundidade de 5-7 metros da maior coleção de âncoras na Rússia do século VI a.C. - século XI d.C.. A sul de Tuzla, debaixo de água foram encontrados os destroços de dois antigos assentamentos. Há evidências de uma antiga travessia entre as Tuzla e Ak-Burun.
Em 1857, começaram as intervenções para construir a península em direção à costa da Crimeia unindo um grupo de ilhas. O objetivo das operações era bloquear parte do estreito de Querche, obrigando os navios que passavam por ele a aproximarem-se da costa da Crimeia, onde estariam na zona de destruição das baterias da fortaleza de Querche. O despejo foi feito por esboços de pedra de navios. O bloqueio do estreito foi concluído em 1868, como resultado do qual a península foi estendida por mais de cinco quilómetros. Entre ela e a costa da Crimeia havia uma passagem de cerca de 900 metros de largura.
Em 28 de novembro de 1869, a soberania do oblast de Cubã sobre a península foi confirmado por decreto do Senado russo e a fronteira foi considerada o meio do estreito entre a Crimeia e o ponto extremo da península de Taman. Em 1925, a escavação de um canal por pescadores para facilitar a passagem dos seus barcos da baía de Taman para o mar Negro e uma forte tempestade, transformaram a península em uma ilha. A largura inicial do buraco entre a ilha e a península era de 300 metros, mas em setembro de 1926, sob a influência das correntes, a largura do estreito aumentou para 940 metros. Em 2003, o governo russo iniciou a construção de um dique no local da antiga península para evitar a erosão na costa e para reconectar a ilha à península de Taman, o que levou a um conflito no estreito. Em 2014, a Rússia começou a construir uma ponte sobre o estreito de Querche, inaugurada em 2018. A ponte passa tanto pela ilha de Tuzla quanto pela península.